# Махмуд Ель-Хатіб
Махмуд Ель-Хатіб (араб. محمود الخطيب, нар. 30 жовтня 1954, Ага, Дакахлія) — колишній єгипетський футболіст, що грав на позиції півзахисника. Найкращий футболіст Африки 1983 року. Найкращий гравець в історії єгипетського футболу, разом із замбійцем Калушею Бвалією ділить 11-12-те місця у списку найкращих футболістів Африки ХХ століття за версією IFFHS. Протягом усієї кар'єри за каїрський клуб «Аль-Аглі», а також національну збірну Єгипту, з якими виграв низку трофеїв. Отримав прізвисько «Єгипетський Платіні». За версією КАФ займає 2-е місце у списку найкращих футболістів Африки останнього 50-річчя.

## Клубна кар'єра
У дорослому футболі дебютував 1972 року виступами за каїрський«Аль-Аглі», кольори якого і захищав протягом усієї своєї кар'єри гравця, що тривала цілих сімнадцять років. У складі каїрського «Аль-Аглі» був одним з головних бомбардирів команди і всього провів 266 матчів, в тому числі в чемпіонаті — 199 матчів, забив 108 голів. 10-разовий чемпіон та 5-разовий володар Кубка Єгипту, переможець Кубка африканських чемпіонів (1982, 1987), Кубка кубків Африки (1984, 1985, 1986).

## Виступи за збірну
1974 року дебютував в офіційних матчах у складі національної збірної Єгипту. Протягом кар'єри у національній команді, яка тривала 13 років, провів у формі головної команди країни 60 матчів, забивши 39 голів. Учасник Олімпійських ігор 1984 року, на яких відзначився голом і допоміг єгиптянам дійти до чвертьфіналу. Тричі брав участь у Кубку африканських націй (1980, 1984, 1986), причому на останніх іграх, що пройшли на батьківщині, Ель-Хатіб допоміг своїй команді вперше за 27 років виграти континентальну першість. 

## Досягнення

### Клубні
- Чемпіон Єгипту (10): 1974/75, 1975/76, 1976/77, 1978/79, 1979/80, 1980/81, 1981/82, 1984/85, 1985/86, 1986/87
- Володар Кубка Єгипту (5): 1977/78, 1980/81, 1982/83, 1983/84, 1984/85
- Володар Кубка африканських чемпіонів (2): 1982, 1987
- Володар Кубка кубків Африки (3): 1984, 1985, 1986
- Володар Кубка африканських націй (1): 1986
- Бронзовий призер Кубка африканських націй: 1974

### Індивідуальні
- Найкращий бомбардир Чемпіонату Єгипту (2):  1977/78 (11 голів), 1980/81 (11 голів)